# کیست پیلونیدال
کیست پیلونیدال یا سینوس پیلونیدال (به انگلیسی: pilonidal cysts) یک کیسه کوچک پوستی حاوی مو در قسمت پایین کمر است. این بیماری در جنگ جهانی دوم به نام بیماری رانندگان جیپ معروف بود. این کیست به صورت یک منفذ پوستی کوچک نمایان شده و گاهی چیزی بیش از یک فرورفتگی حاوی چند موی پیچیده نیست. بیماری پیلونیدال به شکل یک آبسه حاد یا سینوس تخلیه شونده در ناحیه ساکرو کوسیکس بروز می‌کند.
بیماری پیلونیدی یک نوع از عفونت‌های پوستی است که معمولاً بین گونه‌های باسن و اغلب در انتهای بالا اتفاق می افتد. این کیست یا آبسه معمولاً در انتهایی‌ترین نقطه ستون فقرات ایجاد می‌شود. این کیست مستعد عفونت است. کیست‌های پیلونیدال در افراد سیاه‌پوست ناشایع است. هر دو جنس مبتلا می‌شوند ولی در مردان شایع‌تر است. عفونت کیست معمولاً در اوایل بزرگسالی (۴۰–۱۸ سال) آغاز می‌شود. بیشترین رده سنی بین ۱۶ تا ۲۶ می‌باشد. از نظر آماری از هر ۱۰۰ هزار نفر ۲۶ نفر به این بیماری مبتلا می‌شود.
واژه پیلونیدال به معنی nest of hairs (آشیانه‌ای از موها) است.
این ترشحات گاهگاهی است و از سوراخ‌های منفرد یا متعدد در خط وسط بیرون میریزد.گاهی این سوراخ‌ها بسته شده و ترشحات داخل کیست جمع می‌شود این کیست معمولاً به صورت یک منفذ پوستی کوچک نمایان شده؛ گاهی چیزی بیش از یک فرورفتگی حاوی چند موی پیچیده نیست. 

سینوس، آبسه‌ای هست که دارای مجرایی به سطح پوست شده. اما همیشه آبسه پیلونیدال همراه سینوس نیست.

## نشانه‌ها
در صورت عدم عفونت علامتی ندارد. با ایجاد عفونت علایم زیر بروز می‌کند:
- درد، قرمزی، احساس درد با لمس و تورم ناحیه مبتلا
- تب و لرز
- ترشح چرک

## دلایل
با اینکه تا به حال دلیل مشخصی برای به وجود آمدن بیماری کیست مویی یا سینوس پیلونیدال یافت نشده است، ولی براساس تجربیات پزشکان دلیل آن را عوامل اکتسابی و تلفیقی از تغییرات هورمونی بعد از بلوغ، رشد مو و اصطکاک ناشی از البسه در زمان زیاد می پندارند.
این کیست ناشی از اختلالی خفیف است که در طی تکامل جنینی رخ می‌دهد. عامل عفونت معمولاً استافیلوکوک است. این وضعیت در مردانی که دارای مقادیر زیادی موی بدن هستند، بیشتر رخ می‌دهد. علت دقیق نامشخص است، اما ممکن است به علت وجود نقصی در تکامل این ناحیه باشد. رشد مو در این محل تمایل دارد به طرف داخل باشد، و احتمال دارد باعث عفونت در سینوس و در نتیجه یک آبسه دردناک شود. نظریه جدیدتر در این مورد اتیولوژی بیماری را اینگونه توجیه می‌کند که چون سلول‌های پیش ساز مو با منشأ اکتودرم در این ناحیه [ساکروکوکسیژئوس] به صورت نابجا قرار گرفته‌اند، ممکن است در اثر تحریک با عوامل مکانیکی مثل رانندگی طولانی رشد کنند و زمینه‌ساز بروز علائم بیماری شوند.

## راه‌ های پیشگیری
با توجه به این‌ که کیست مویی یا کیست پیلونیدال یک اختلال ساده دردسرآفرینی است که فقط به دلیل رعایت نکردن اصول بهداشتی و سبک نادرست زندگی با بروز درد فراوان و نداشتن درمانی جزء جراحی ایجاد می‌شود، معقولانه است تا با آموزش صحیح سطح آگاهی افراد را بالا برده و از بروز آن جلوگیری نمود. همیشه اقدامات پیشگیرانه از بیماری‌ها راحت‌تر و کم‌هزینه‌تر بوده و به نفع سلامتی افراد است.
معمولاً کیست پیلونیدال در مراحل اولیه بدن هیچ علائمی شروع به شکل‌گیری می‌کند و فرد تازه زمانی متوجه بروز آن می‌شود که کار از کار گذشته و مشکل وارد مرحله‌ی حاد خود شده است. البته در برخی مواقع نیز با علائم عمومی‌ای چون تب، درد مفاصل و عضلات و یا ناراحتی ظاهر می‌شود. این علائم معمولاً از باکتری آلوده‌کننده‌ی سطح پوست ناشی می‌شود. گاهی اوقات علائم تا بروز درد و قرمزی محل و تشکیل آبسه و حتی تخلیه خود به خودآن پیش می‌رود. مناسب‌ترین اقدامات پیشگیرانه کیست مویی یا کیست پیلونیدال شامل:
- بهترین راه برای در امان ماندن از این شرایط و جلوگیری از عود کیست پیلونیدال از بین بردن عامل اصلی ایجاد کننده آن یعنی موهای ناحیه‌ی انتهایی کمر است. کوتاه نگه داشتن مداوم موهای زائد این ناحیه یا لیزر و از بین بردن دائمی آن‌ها بهترین اقدام پیشگیرانه ممکن است؛
- یک راه پیشگیری مناسب دیگر استفاده از صابون‌های ضد باکتری و یا گلیسیرین برای پاک کردن این منطقه از هر گونه باکتری است. صابون باید به اندازه کافی و نه بیشتر استفاده شود تا منافذ پوست را مسدود نکند. مالیدن آرام صابون بر روی پوست ناحیه از عفونت منطقه جلوگیری می‌کند. البته باید دقت نمود که پس از اتمام شست‌وشو هیچ اثری از صابون بر روی منطقه باقی نماند و ناحیه کامل خشک شود. بنابراین استحمام روزانه می‌تواند بسیار مفید باشد؛
- از طرفی دیگر باید تا جای ممکن از کم‌تحرکی و نشستن بر روی ناحیه‌ی ‌دنبالچه خودداری کرد، زیرا این کار می‌تواند موهای ناحیه را تحریک کند تا به سمت داخل پوست برگشته و باعث عفونت و ایجاد کیست پیلونیدال شوند. پوشیدن لباس‌های گشاد و راحت نیز می‌تواند در پیشگیری از کیست مویی یا کیست پیلونیدال مؤثر باشد؛
- کاملاً آشکار است که چاقی و اضافه وزن باعث افزایش میزان تعریق این افراد به خصوص در چین‌های بدن می‌شود. تعریق ناحیه‌ی ایجاد کیست مویی فرد را مستعد بروز کیست پیلونیدال برای اولین بار یا عود آن خواهد کرد. بنابراین داشتن یک رژیم غذایی متعادل و در پیش گرفتن یک برنامه‌ی اساسی کاهش وزن همراه با ورزش و تحرک بدنی می‌تواند احتمال به وجود آمدن سینوس پیلونیدال را کاهش دهد.

در صورت بروز عفونت و تشکیل آبسه پیلونیدال نیز هنوز می‌توان با اقداماتی از پیشرفت و سخت شدن روند بهبودی آن با در پیش گرفتن اقدامات درمانی به موقع جلوگیری نمود. در صورتی که آبسه‌ی ایجاد شده به صورت خود به خود تخلیه نشد، بهتر است هر چه سریع‌تر به پزشک مراجعه نمود تا آن را تحت بی‌حسی موضعی و یک جراحی ساده تخلیه کند. در این موارد درمان آنتی‌بیوتیکی کمکی برای تسریع بهبودی لازم است.
در صورتی که کیست به تازگی ایجاد شده و هنوز عفونت نکرده باشد نیز می توان با کمک حمام آب گرم یا نشستن در وان یا لگن محتوی آب و نمک از درد و التهاب بیشتر آن پیشگیری کرد. درمان های طبیعی دیگر مانند زردچوبه نیز به سبب داشتن خواص ضد التهابی و روغن درخت چای به دلیل خاصیت ضد‌عفونی‌کنندگی می‌تواند در پیشگیری از پیشرفت و وخیم‌تر شدن مشکل مفید باشند.
با وجود تمام این اقدامات این اختلال در صورت بروز به درمان پزشکی از جمله جراحی نیاز دارد تا صد در صد بهبود یابد.

## درمان
درمان کیست عفونی شده به دو روش باز یا بسته انجام می‌شود و معمولاً شامل برش دادن بر روی آبسه و تخلیه چرک و گاهی جراحی به منظور برداشتن کل ناحیه عفونی می‌باشد. مدت جراحی بین ۳۰ تا ۵۰ دقیقه است و دکتر جراح هم می‌تواند فرد را بیهوش یا ناحیه کمر به پایین را بی‌حس کند.
در جراحی به روش باز، التیام زخم جراحی ممکن است چند ماه به طول انجامد زیرا باید از عمق زخم ترمیم شود. البته در صورت مراقبت روزانه ترمیم زخم به هشت هفته (دو ماه) کاهش می‌یابد. مراقبت روزانه شامل عوض کردن پانسمان به صورت روزانه یا حداقل دو روز یکبار، شستشوی زخم، و شیو کردن(shave) موهایی که بعد از عمل در اطراف زخم می‌رویند. اگر این موها از اطراف زخم حذف نشوند، به دلیل این که زخم باز است دوباره در زخم خم می‌شوند و زخم آبسه می‌کند. برای ترمیم زخم هم خوردن میوه‌های همچون کیوی، پرتقال و همچنین ویتامین سی توصیه می‌شود. یک روش دیگر جراحی این است که کیست با یک حاشیه ظریف از بافت اطراف خود با استفاده از دستگاه لیزر برشی یا چاقوی جراحی جدا شود و به صورت کامل خارج شود و سپس محل حفره ایجاد شده با نخ بخیه قابل جذب بسته و ترمیم شود. مزایای این روش نسبت به جراحی باز این است که زخم بیمار باز نمی باشد و در مدت بسیار کوتاهی در حد ده روز تا دو هفته کاملا جوش میخورد و نیاز به پانسمان های وسیع دردناک نخواهد داشت.  جراحی کیست مویی به صورت لیزر نیز امروزه در ایران رواج کرده‌است ولی اینکه لیزر جهت درمان این نوع بیماری جوابگو باشد قطعا به عمق بیماری بستگی خواهد داشت اما اگر درمان با لیزر صورت بگیرد مراحل جراحی و پس از جراحی قطعا برای بیمار راحت‌تر از جراحی با چاقو خواهد بود. 
در روش درمان کیست مویی با لیزر تابشی روند درمان برای بیمار بسیار آسان و سریع‌تر کرده است. البته این روش برای همه ی بیماران توصیه نمی شود و توسط جراح و برای بعضی از بیماران قابل انجام است. 
در تمامی مراحل این بیماری، فرد اصلاً احساس درد نمی‌کند. حتی بعد از عمل هم احساس درد نمی‌شود، اما از هفتهٔ دوم بعد از عمل که زخم شروع به ترمیم خود می‌کند ممکن است فرد در بعضی از حرکت‌های روزانه مخصوصاً نشستن و بلند شدن خود دچار مشکل شود و از ناحیه کمر و لگن دچار اذیت کند. هر چند درد پس از هفتهٔ سوم به صفر می‌رسد و فرد کاملاً احساس رضایت می‌کند.
برای پانسمان زخم، پس از شستشوی زخم با آب مقطر، یک گاز در درون حفرهٔ زخم می‌گذارند و سپس بر روی آن چسب‌های پزشکی یا چسب‌های یه لایه می‌گذارند. به این خاطر که شخص در طول روز، ممکن است حرکت‌هایی داشته باشد که پانسمان باز شود، بر روی پانسمان هم سرجیفیکس (sergifix) پوشیده می‌شود تا پانسمان حتی اکر باز شد در جای خود بماند و حرکت نکند.
فرد مبتلا باید هر چه زودتر مورد عمل جراحی قرار گیرد زیرا کیست به سرعت رشد می‌کند. معمولاً بعد از عمل درد وجود ندارد یا بسیار کم است.